# Villaquejida
Villaquejida est une commune d'Espagne dans la province de León, communauté autonome de Castille-et-León. Elle s'étend sur 53,42 km2 et comptait environ 912 habitants en 2015.